# Nereid (satelit)
Nereid, sau Neptun II, este al treilea satelit ca mărime al lui Neptun. Are cea mai excentrică orbită dintre toți sateliții cunoscuți din Sistemul Solar. A fost al doilea satelit al lui Neptun descoperit, de Gerard Kuiper în 1949.

## Descoperire și numire
Nereid a fost descoperit pe 1 mai 1949 de Gerard P. Kuiper pe plăci fotografice făcute cu telescopul de 82 de inci la Observatorul McDonald. El a propus numele în raportul descoperirii sale. Este numit după Nereide, nimfe de mare din mitologia greacă și însoțitoare ale zeului Neptun. A fost cel de-al doilea și ultimul satelit al lui Neptun care a fost descoperit înainte de sosirea Voyager 2 (fără a lua în calcul o singură observație a unei ocultații de către Larissa în 1981). 

## Caracteristici fizice
Nereid este al treilea ca mărime dintre sateliții lui Neptun și are o rază medie de aproximativ 180 kilometri (110 mi). Este destul de mare pentru un satelit neregulat. Forma lui Nereid este necunoscută. Nereid are aproximativ jumătate din dimensiunea și masa satelitul lui Saturn, Mimas, deși Nereid este puțin mai dens. Din 1987, unele observații fotometrice ale lui Nereid au detectat variații mari (cu ~1 de magnitudine) ale luminozității sale, care se pot întâmpla de-a lungul anilor și lunilor, dar uneori chiar și în câteva zile. Acestea persistă chiar și după o corecție pentru efectele de distanță și fază. Pe de altă parte, nu toți astronomii care l-au observat pe Nereid au observat astfel de variații. Aceasta înseamnă că pot fi destul de haotice. Până în prezent, nu există o explicație credibilă a variațiilor, dar, dacă acestea există, probabil că acestea sunt legate de rotația lui Nereid. Rotația lui Nereid ar putea fi fie în starea de precesie forțată, fie chiar în rotație haotică (cum ar fi Hyperion) datorită orbitei sale extrem de eliptice.
În 2016, observațiile extinse cu telescopul spațial Kepler au arătat doar variații de amplitudine mică (0,033 magnitudini). Modelarea termică bazată pe observațiile în infraroșu de la telescoapele spațiale Spitzer și Herschel sugerează că Nereid este doar moderat alungit, cu un raport de aspect de 1,3:1, ceea ce defavorizează precesia forțată a rotației. Modelul termic indică, de asemenea, că rugozitatea suprafeței lui Nereid este foarte mare, probabil similară cu satelitul saturnianHyperion. 
Din punct de vedere spectral, Nereid pare neutru la culoare și gheața a fost detectată pe suprafața sa. Spectrul său pare să fie intermediar între sateliții lui Uranus Titania și Umbriel, ceea ce sugerează că suprafața lui Nereid este compusă dintr-un amestec de gheață și ceva material neutru din punct de vedere spectral. Spectrul este semnificativ diferit de planetele minore ale sistemului solar exterior, centaurii Pholus, Chiron și Chariklo, sugerând că Nereid s-a format în jurul lui Neptun, mai degrabă decât să fie un corp capturat. 
Halimede, care afișează o culoare neutră similară, poate fi un fragment din Nereid care a fost rupt în timpul unei coliziuni. 

## Orbită și rotație
Nereid îl orbitează pe Neptun în direcția progradă la o distanță medie de 5.513.400 kilometri (3.425.900 mi), dar excentricitatea sa mare de 0,7507 îl duce la 1.372.000 kilometri (853.000 mi) și până la 9.655.000 kilometri (5.999.000 mi). 

Orbita extrem de excentrică a lui Nereid în jurul lui Neptun.

Orbita neobișnuită sugerează că ar putea fi fie un asteroid capturat, fie un obiect din centura Kuiper, fie că a fost un satelit interior în trecut și a fost perturbat în timpul capturii celui mai mare satelit al lui Neptun, Triton. Dacă aceasta din urmă este adevărată, ar putea fi singurul supraviețuitor al setului original de sateliți regulați ai lui Neptun (pre -captură Triton). 
În 1991, o perioadă de rotație a lui Nereid de aproximativ 13,6 ore a fost determinată de o analiză a curbei sale de lumină. În 2003, a fost măsurată o altă perioadă de rotație de aproximativ 11,52 ± 0,14 ore. Cu toate acestea, această determinare a fost ulterior contestată, iar alți cercetători nu au reușit pentru o vreme să detecteze vreo modulare periodică a curbei luminii lui Nereid din observațiile de la sol. În 2016, o perioadă de rotație clară de 11,594 ± 0,017 ore a fost determinată pe baza observațiilor cu telescopul spațial Kepler.

## Explorare
Singura sondă spațială care l-a vizitat pe Nereid a fost Voyager 2, care a trecut pe lângă el la o distanță de 4.700.000 kilometri (2.900.000 mi). între 20 aprilie și 19 august 1989. Voyager 2 a obținut 83 de imagini cu o precizie de observație de 70 kilometri (43 mi) la 800 kilometri (500 mi). Înainte de sosirea lui Voyager 2, observațiile lui Nereid au fost limitate la observații de la sol care puteau stabili doar luminozitatea intrinsecă și elementele orbitale. Deși imaginile obținute de Voyager 2 nu au o rezoluție suficient de mare pentru a permite distingerea trăsăturilor de suprafață, Voyager 2 a reușit să măsoare dimensiunea lui Nereid și a constatat că aceasta era de culoare gri și avea un albedo mai mare decât ceilalți sateliți mici ai lui Neptun. 